# Малая Кандала
Малая Кандала  — село в составе Кандалинского сельского поселения Старомайнского района Ульяновской области России.  Расположено на р. Кандалка (приток Майны), в 31 км к юго-востоку от р. п. Старая Майна. 

## История
В 1698 году сюда были переведены крестьяне селений Волостниковка (108 человек), Зеленовка (62 человека), Грязнуха (ныне Волжское) (154 человека), получившие здесь земли из примерянных свободных земель служилых татар деревни Ертуганово. Переселенцы этих селений и образовали село Верхняя Кандала, позднее получившее название Малая Кандала (в отличие от соседней более населённой Большой Кандалы). Здесь была построена однопрестольная деревянная церковь с престолом во имя Николая Чудотворца и село стало называться Никольское. 
В 1777 году в селе Никольское (Малая Кандала) была построена новая деревянная церковь с тем же престолом во имя Святителя Николая Чудотворца. 
При создании в 1780 году Симбирского наместничества, село Никольское Малая Кандала тож вошло в состав Ставропольского уезда.
В 1811 году вместо сгоревшей церкви в Малой Кандале на средства прихожан была построена новая деревянная церковь с тем же престолом во имя Святителя Чудотворца Николая архиепископа Мирликийского. 
В 1851 году село Малая Кандала вошло в состав 2-го стана Ставропольского уезда Самарской губернии. 
В селе уже в 1861 году была построена общественная (с 1864 года преобразована в земскую) школа площадью 70 квадратных метров. В Малую Кандалу переселяется группа удельных крестьян из села Рождественное (ныне Старое Рождествено). 
В 1883 году в селе была открыта воскресная школа, а в 1895 году в селе открылась церковно-приходская школа. 
В 1901 году в селе была открыта земская больница, была построена двухэтажная каменная школа, крытая железом (в советский период — школа № 2), еще одна школа, деревянная, крытая железом, была построена в 1904 году (в советский период — школа № 1). В это же время в селе строится новая большая каменная церковь с главным престолом в честь Казанской иконы Божией Матери. 
В 1918 году в селе был образован сельский Совет, куда вошло и село Б. Ивановка.
В 1919 году село вошло в Мелекесский уезд.  
В 1928 году село вошло в состав Мелекесского района. 
В 1929 году в селе был образован колхоз. 
В 1930 году с местной каменной церкви, построенной на крестьянские деньги, сняли колокола.
В 1933 году местный колхоз разделился на два. Та часть села, которая находилась по правую сторону реки Кандалки, всего 111 дворов, вошла в колхоз имени Куйбышева. По другую сторону реки 99 дворов вошли в колхоз имени 1 Мая. 
В 1935 году село Малая Кандала становится районным центром Малокандалинского района. 
В 1943 году село вошло в состав Ульяновской области.
236 малокандалинцев не вернулись в родное село с Великой Отечественной войны, а уроженец села Алексей Фёдорович Титов удостоен высокого звания Героя Советского Союза. 
В 1956 году Малокандалинский район был упразднён, а его территория вошла частью в Старомайнский район, частью в Чердаклинский, а село Малая Кандала стало относиться к Старомайнскому району. 
В 1959 году в селе построена школа-интернат, колхозы села объединились в один — колхоз имени Куйбышева. 
В 1960 году к Малокандалинскому колхозу присоединили Ертугановский колхоз. В 1973 году колхозы разукрупнились. 
В 1982 году в селе была построена новая, трехэтажная школа на 500 ученических мест.  
В 2005 году село вошло в состав Кандалинского сельского поселения. 

## Население
| Год  | Число дворов | Число жителей | Примечания |
| ---- | ------------ | ------------- | --- |
| 1698 |              | 334           | переведенцы селений: Волостниковка (108 человек), Зеленовка (62 человека), Грязнуха (ныне Волжское) (154 человека),                     |
| 1780 |              | 329           | дворцовых крестьян — 52 и приписаных к Вознесенскому заводу крестьян — 277.                                                             |
| 1795 | 152          | 1118          | из них 928 — ясачных, остальные — удельные крестьяне.                                                                                   |
| 1859 | 223          | 2095          | удельные крестьяне |
| 1889 | 514          | 3042          | Церковь, другая строится, базар, 3 водяных и 12 ветряных мельниц, на против села, на горе - ост. древнего жил.                          |
| 1910 | 649          | 3695          | здесь 21 ветряная мельница, маслобойка, врач, фельдшерица, две акушерки, земский прописной пункт, водяная мельница, базар по четвергам. |
| 1926 |              | 2937          | |
| 1930 | 755          | 3211          | |
| 1959 |              | 1815          | здесь промкомбинат, где была электростанция, столярная мастерская, лесопильный цех.                                                     |
| 1978 | 408          | 1085          | |
| 1999 | 284          | 735           | |
| 2010 |              | 488           | |

| 1859 | 1889  | 1897  | 1910  | 2010 |
| ---- | ----- | ----- | ----- | ---- |
| 2095 | ↗3042 | ↗3151 | ↗3695 | ↘488 |

## Известные уроженцы
- Титов, Алексей Фёдорович — командир пулемётного взвода 444-го стрелкового полка 108-й Бобруйской стрелковой дивизии 65-й армии 2-го Белорусского фронта, старший лейтенант, Герой Советского Союза.

## Инфраструктура
В селе средняя школа, участковая больница, дом культуры, правление колхоза имени Куйбышева.

## Достопримечательности
- В селе поставлен памятник Герою Советского Союза Алексею Фёдоровичу Титову[14].

- Установлен монумент всем погибшим на войне односельчанам.
- Дом, в котором жил Герой Советского Союза А.Ф. Титов, 1923-1941 гг.[14]
- Дом крестьянина Курицина кон. XIX в[14]
- Дом крестьянский Елистратова нач. XX в.[14]
- Дом крестьянина Алексеева кон. XIX в.[14]
- Дом крестьянина Земскова кон. XIX в.
- Дом крестьянина Буренина кон. XIX в.
- Церковно-приходская школа кон. XIX в.
- Дом крестьянский кон. XIX в.
- Здание кладовой кон. XIX в.
- Дом крестьянский кон. XIX в.
- Дом крестьянский кон. XIX в.
- Дом крестьянина Факеева с лавкой кон. XIX в.
- Дом крестьянский кон. XIX в.
- Дом крестьянина Васина кон. XIX в.
- Дом крестьянина Загородного кон. XIX в.
- Дом священнослужителей кон. XIX в.[14]

Объекты археологического наследия: 
- Городище «Малая Кандала» 1-я четв. II тыс.
- Курганная группа «Манная Кандала» (3 насыпи) 2-я пол. II тыс.до н.э.(?)
- Курган «Малая Кандала-1» 2-я пол. II тыс.до н.э.(?)
- Курган «Малая Кандала-2» 2-я пол. II тыс.до н.э.(?)
- Курган «Малая Кандала» 2-я пол. II тыс.до н.э.(?)[14]

## Улицы
ул. Больничная, ул. Ворошилова, ул. Кооперативная, ул. Кузнечная, ул. Луговая, ул. Молодежная, ул. Пески, ул. Поселковая, ул. Почтовая, ул. Садовая, ул. Советская, ул. Титова, ул. Центральная, ул. Школьная.